# Arturo Martini

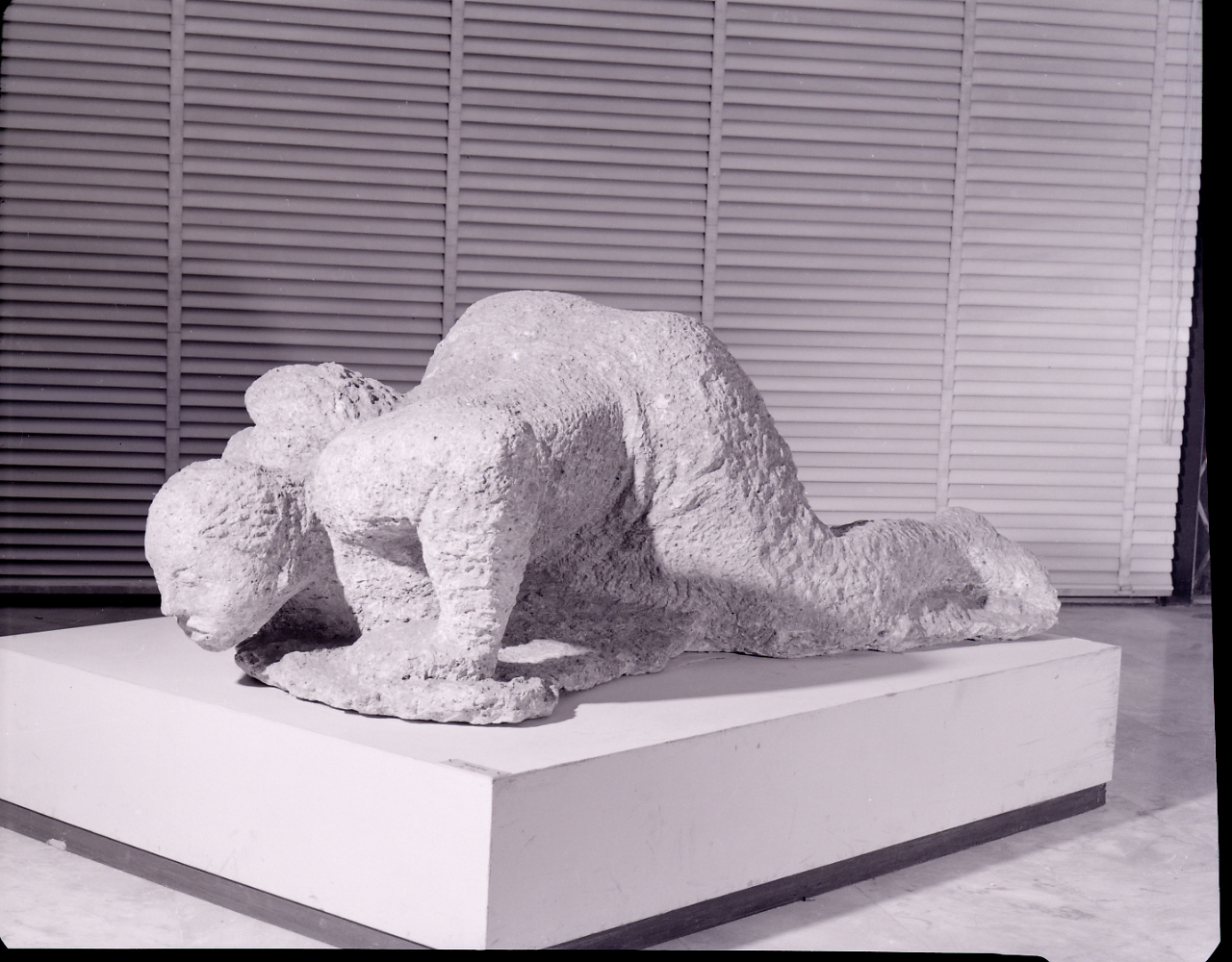
La sete, 1934. Foto de Paolo Monti (Fondo Paolo Monti, BEIC)

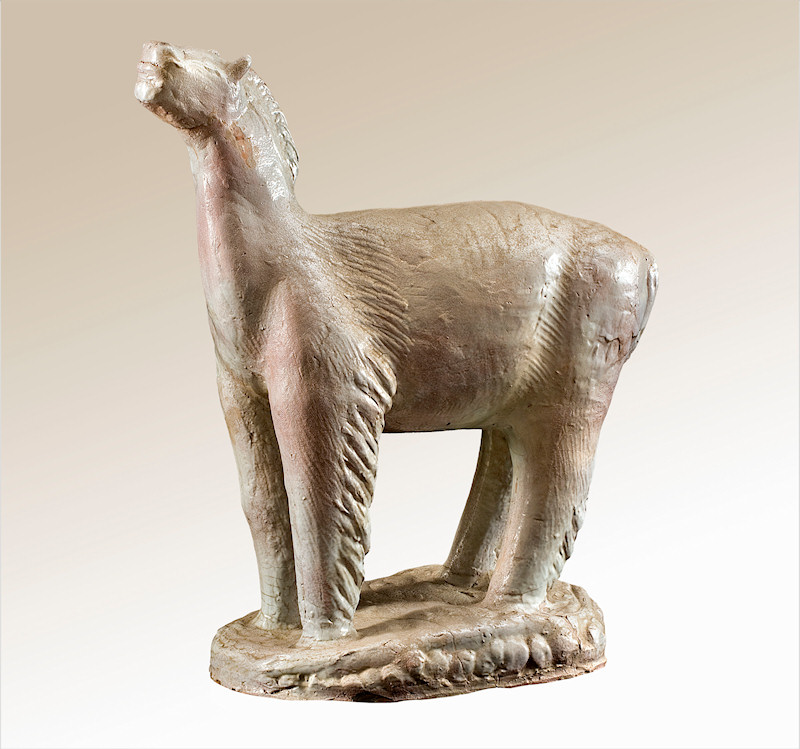
Cavallo, 1926 ca. (Collezioni d'arte della Fondazione Cariplo)

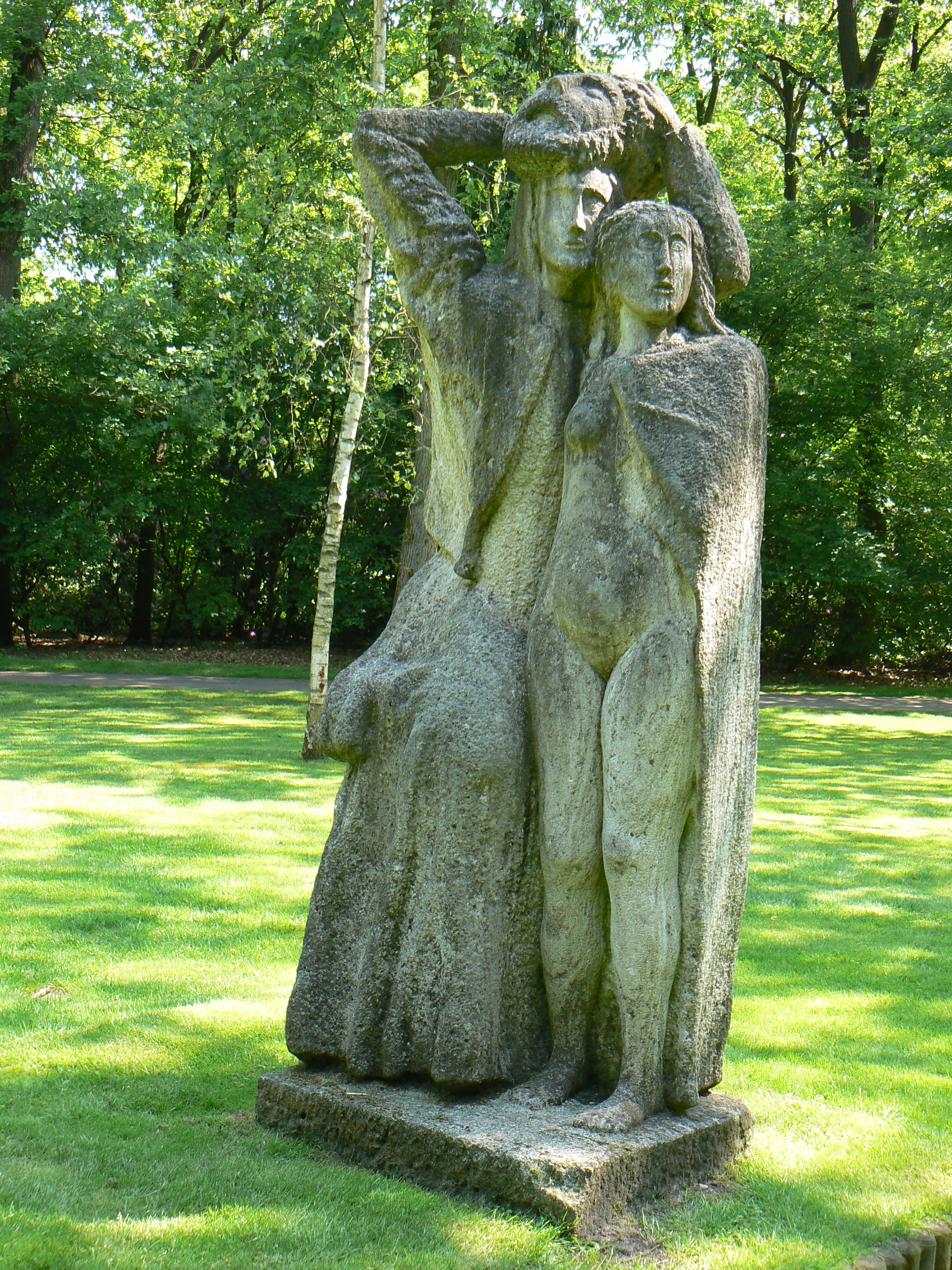
Giuditta e Oloferne, 1932 ca. (Museo Kröller-Müller di Otterlo)

Arturo Martini (1889-1947) fue uno de los principales escultores italianos de entre la Primera Guerra Mundial y la Segunda. Se movió entre un vigoroso clasicismo (casi romano antiguo) y más tarde el modernismo. En 1939 abandona la escultura en conjunto y escribe un libro titulado La escultura está muerta, tal vez en respuesta al régimen fascista bajo el que se veían obligados a trabajar los escultores italianos. Después de la guerra, volvió a hacer un monumento más antes de su muerte.

## Biografía
Fue el tercero de los cuatro hijos de Antonio, cocinero, y Maria Della Valle, criada originaria de Brisighella. Ambos, personajes diametralmente opuestos, el padre silencioso y tenaz, la madre apasionada e imaginativa, influyeron profundamente en la formación del artista. La familia era muy pobre, por no pagar el alquiler que vivieron en las torres medievales de Treviso, ambiente sugestivo que Martini preservaría en su propio universo figurativo.
Después de estudiar en Treviso (donde hizo gran amistad con el futuro escritor Giovanni Comisso, al que influyó grandemente) y Venecia como orfebre y ceramista (trabajó especialmente con la Fundición Guerra Gregorj), que tenía contactos con la cultura europea (estudió durante varios años en Mónaco y estuvo en París en 1911), pero permaneció siempre ligado a formas de expresión tradicionales. En 1914 formó parte de la secesión romano y fue exhibido en la exposición futurista. En los mismos años colaboró con L'Eroica, una revista innovadora xilográfica.
En los años veinte, adhiriéndose a los valores plásticos, más allá del naturalismo del siglo XIX y entró al redescubrimiento y reactivación de la humanidad solemne de la escultura antigua. A pesar de su indudable capacidad, que apenas podía ser reconocida por su valor, tuvo que soportar graves dificultades económicas.
Formó parte del grupo de artistas Ca'Pesaro. En 1925 fue invitado a exponer con una sala de la tercera Bienal Romana; En 1926 participó por primera vez en la Bienal de Venecia, después de los repetidos rechazos anteriores. En el mismo año expone en la primera exposición del siglo XX y también presentará en la segunda edición de 1929.
En 1929 fue llamado a la cátedra de plástico decorativo ISIA en Monza y permaneció allí hasta el año siguiente: en su Leda y el cisne, escultura de yeso, se mantuvieron para enriquecer la colección de los Museos Cívicos de Monza.
En 1931 recibió el premio de escultura en la Cuadrienal de Roma; en 1932 tiene una sala personal en la Bienal de Venecia. De 1937 a 1939 fue involucrado en importantes encargos públicos en Milán. En 1941 se presenta en la galería de Barbaroux en Milán su primera exposición de pintura. En 1942 fue invitado a enseñar en la Academia de Venecia.
Martini fue un artista rico, que se expresaba con la misma fuerza en madera y piedra que en arcilla y bronce. En obras como El bebedor (1926), La Pisa (1930), Sed (1934) y sobre todo la natación submarina Mujer (1942) procedió hacia una mayor libertad expresiva, consciente de que las estatuas habían llegado a su fin y que la cultura si quiere vivir, debe morir en la abstracción.
Escribió en una Escultura lengua muerta (1945), advertencia límite y la crisis de su arte.
Tal vez podría superar ese límite si hubiera sido más libre para explorar su propio lenguaje artístico, pero entre las guerras, se convirtió en escultor oficial del régimen fascista y se vio literalmente abrumado por los compromisos: gran celebración y obras monumentales por la palacios de justicia, iglesias y universidades. Como un gran bronce en la Universidad La Sapienza de Roma.
Envidia por su éxito, y acusaciones injustas amargos hizo los años inmediatamente posteriores a la guerra y el fin que le dio en 1947, 22 de marzo sufre de una parálisis cerebral. Pero ya en 1948, que le fue otorgado un homenaje póstumo en la V Cuadrienal de Roma. Durante su estancia en la capital, para alejarse de la vida caótica prefiere quedarse a vivir en el municipio de Anticoli Corrado, donde se da cuenta de la fuente hermosa e histórica que lleva su nombre en el centro de la Piazza delle Ville. Por sus enseñanzas de la creatividad de muchos de sus alumnos, entre ellos María Lai de Ulassai, que fundaron a lo largo de su carrera en la idea del ritmo impartido por el maestro, «una obra de arte es tal cuando se devuelva un aliento, una aportan datos completos desde el vacío que sugiere».
En 1967 la gran exposición dedicada al escultor, configurado y diseñado por Carlo Scarpa en el Convento de Santa María en Treviso, instó a la administración a adquirir el complejo de Santa Caterina, ahora sede de los Museos Cívicos de Treviso.
A él están dedicadas muchas escuelas italianas, incluyendo la escuela secundaria de Santa María del Rovere Treviso y en la escuela de arte en Savona.

## Obra

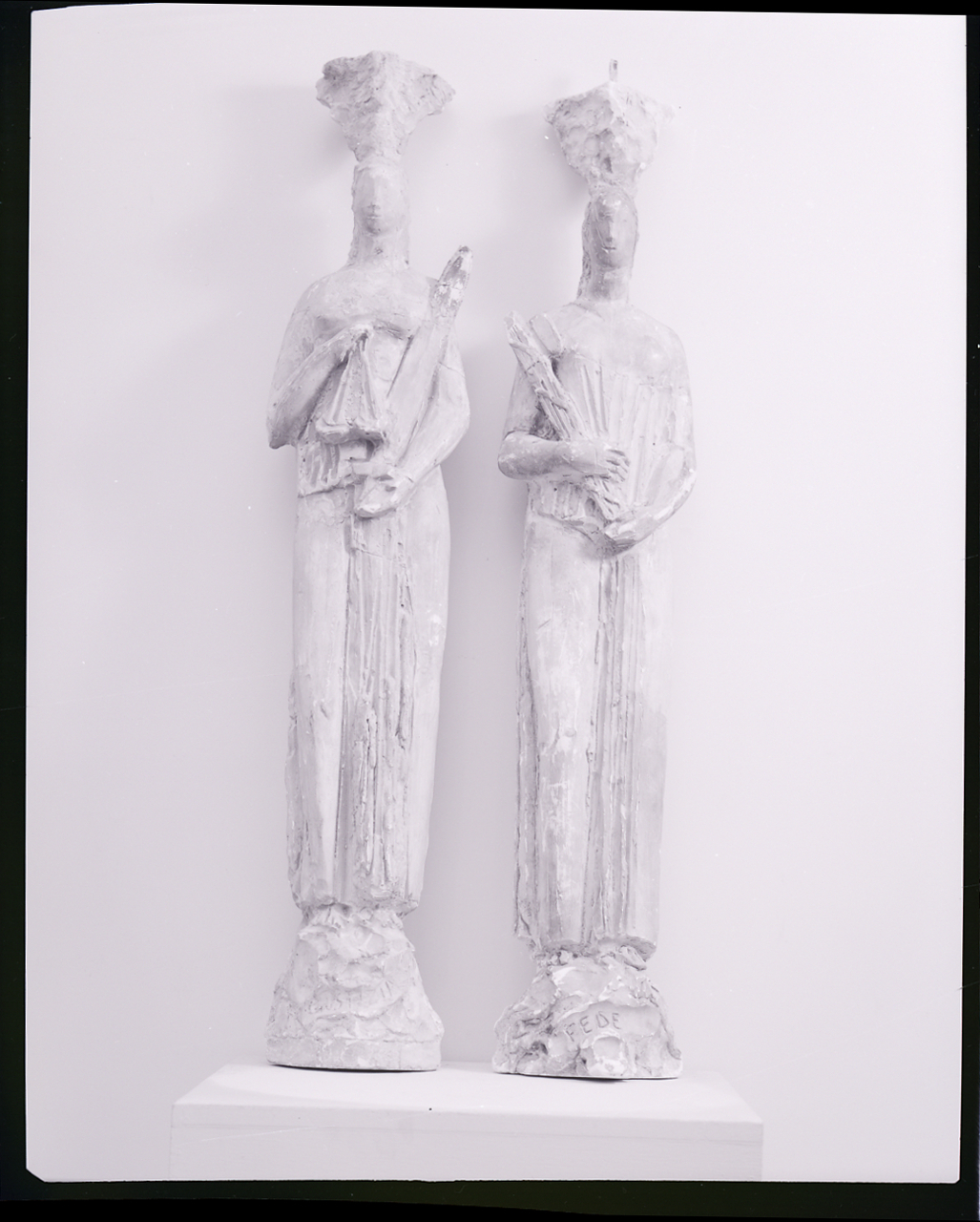
Terracota. Foto de Paolo Monti. Galleria Il Milione, Milano, 1963.

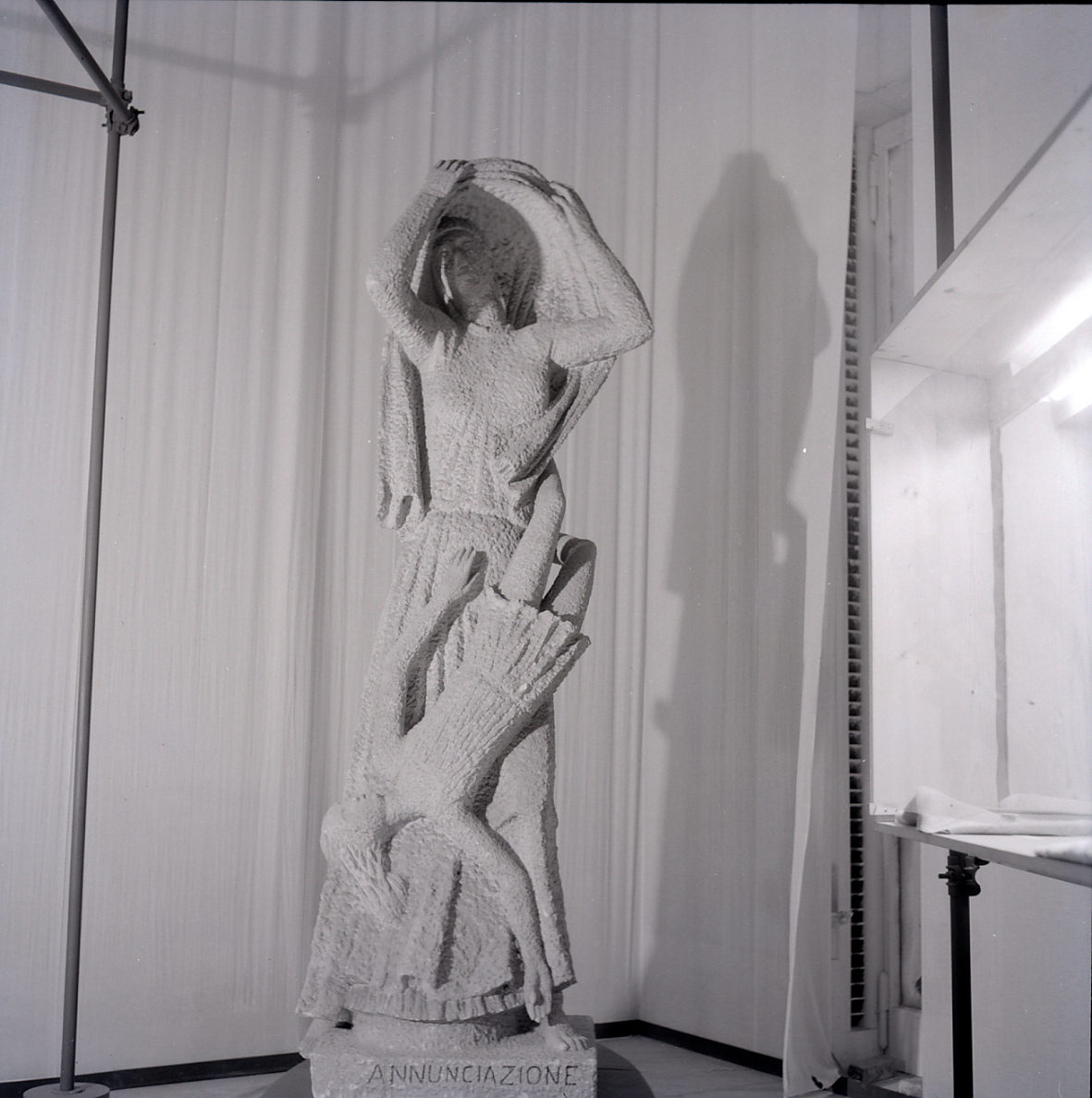
Annunciazione. Foto de Paolo Monti. Milano, 1963.

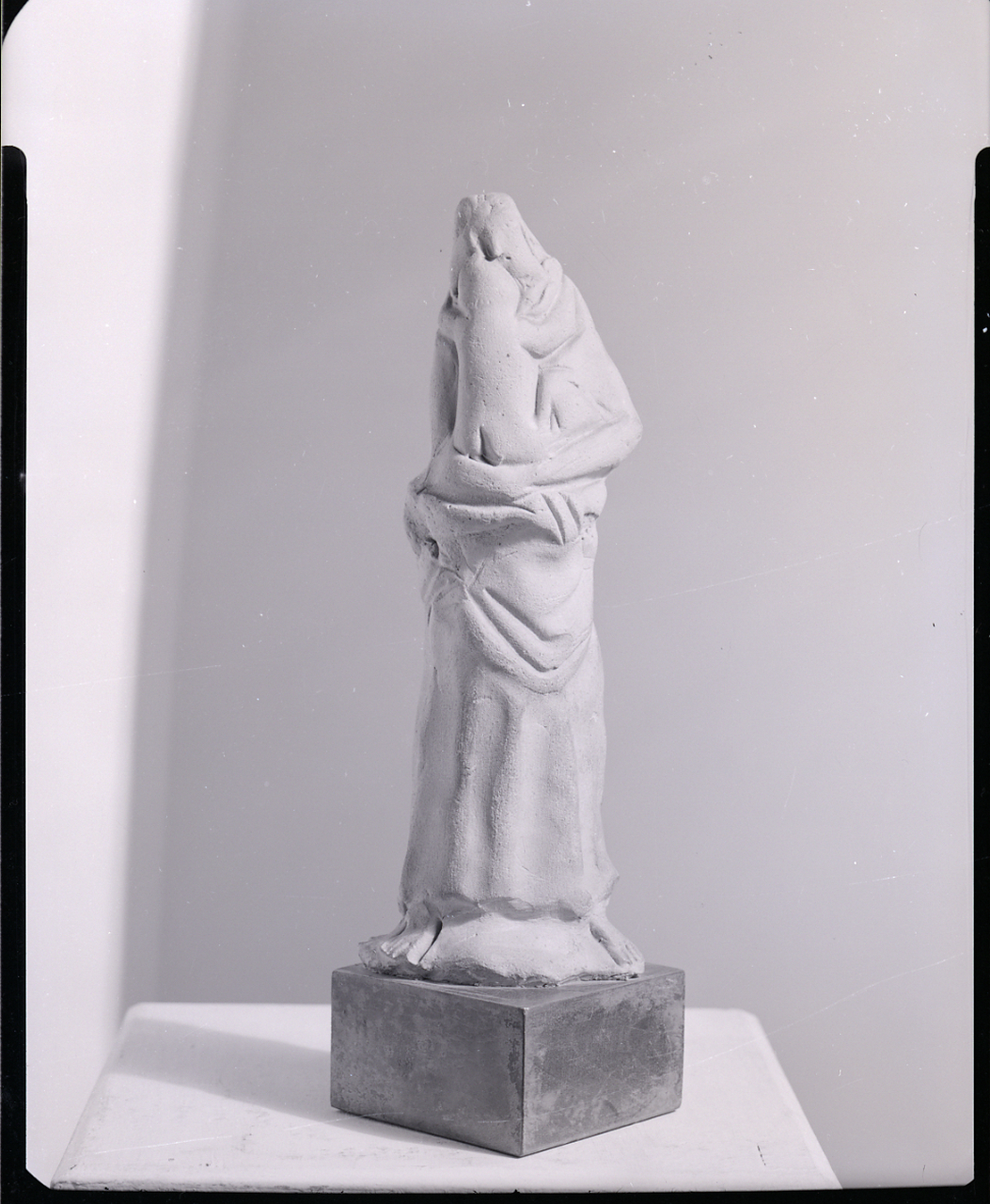
Foto de Paolo Monti. Milano, 1963.

- Veduta dell'Isola di San Giorgio di Venezia, Casa de la cultura, Palmi[3]
- La Prostituta, terracota pintada, 1909-1913, Venecia, Galería internacional de arte moderno de Ca' Pesaro
- Vaso fiaba, 1911, Treviso, Museo Cívico
- Fanciulla piena d'amore, mayólica dorada, 1913, Venecia, Galería internacional de arte moderno de Ca' Pesaro
- Il buffone, 1914, Venecia, Galería internacional de arte moderno de Ca' Pesaro
- Fanciulla verso sera, 1919, Venecia, Galería internacional de arte moderno de Ca' Pesaro
- Pulzella d'Orleans, 1920
- Il poeta Checov, 1921
- Dormiente, 1921, Roma, Galería nacional de arte moderno y contemporáneo
- Orfeo, piedra, 1922, Roma, Galería nacional de arte moderno y contemporáneo
- Monumento ai caduti, 1925, Vado Ligure
- Il Buon Pastore, madera, 1925, (Ciudad del Vaticano, Colección de arte religioso moderno)
- Il figliol prodigo, bronce, 1926, (Acqui Terme, Opera Pia Ottolenghi)
- Il bevitore, terracota, 1926, Milano, Pinacoteca nacional de Brera
- Cavallo, 1926 ca. (Colecciones de arte de la Fundación Cariplo)
- Via Crucis (6 stazioni), terracota, 1926-1927, (Ciudad del Vaticano, Colección de arte religioso moderno)
- Il chirurgo, 1927
- L'arca di Noè, 1927, fuente en Piazza delle Ville, Anticoli Corrado
- La madre, 1929-30, Turín, Galería civil de arte moderno y contemporáneo
- Donna al sole, terracota, 1930
- Il sogno, terracota, 1931
- Aviatore, 1931
- La convalescente, 1932, Museo del Novecento, Milán
- Giuditta e Oloferne, 1932 ca. (Museo Kröller-Müller de Otterlo)
- Venere dei porti, 1932. Treviso, Museo Cívico de Treviso
- Vittoria alata, 1934, salón de la Crociera del Decennale, Exposición aeronáutica italiana, Milán
- Leone di Monterosso, terracota, 1934, (Ciudad del Vaticano, Colección de arte religioso moderno])
- La sete, piedra de Finale, 1935, Roma, Galería nacional de arte moderno y contemporáneo
- I morti di Bligny trasalirebbero, 1935, Museo del Novecento, Milano
- La giustizia fascista, mármol, 1936-37, Milán, Palazzo di Giustizia
- Il gruppo degli Sforza, 1938-39, Milán, Grande Ospedale Metropolitano Niguarda
- Statua della Minerva, presso il palazzo del Rettorato, alla Ciudad universitaria, Roma;
- Bajorrelieve en bronce del Sagrado Corazón de Cristo Rey, en la portada de la iglesia homónima en Roma.;
- Tuffo di nuotatrice, 1942
- Monumento a Tito Livio, 1942, Palazzo Liviano de la Universidad de Padua
- Atmosfera di una testa, 1945
- Palinuro, 1946-47, Universidad de Padua